# Eisschnelllauf-Weltcup 1999/2000

Logo des Essent ISU Weltcup

Der Eisschnelllauf-Weltcup 1999/2000 wurde für Frauen und Männer an neun Weltcupstationen in sieben Ländern ausgetragen. Die Saison begann am 13. November 1999 und endete am 20. März 2000. Hier wurden von Frauen Strecken von 100 bis 5.000 und der Männer von 100 bis 10.000 Meter gelaufen.
Siehe auch: Liste der Gesamtweltcupsieger im Eisschnelllauf

## Wettbewerbe

### Frauen

#### Weltcup-Übersicht
| Datum                                                                                                  | Ort                                           | Disziplin          | Sieger                           | Zweiter                  | Dritter              |
| --- | --------------------------------------------- | ------------------ | -------------------------------- | ------------------------ | -------------------- |
| 13. Bis 14. Nov. 1999                                                                                  | Inzell (Ludwig-Schwabl-Stadion)               | 1.500 m            | Gunda Niemann-Stirnemann         | Maki Tabata              | Renate Groenewold    |
| 13. Bis 14. Nov. 1999                                                                                  | Inzell (Ludwig-Schwabl-Stadion)               | 3.000 m            | Gunda Niemann-Stirnemann         | Claudia Pechstein        | Renate Groenewold    |
| 20. Bis 21. Nov. 1999                                                                                  | Heerenveen (Thialf)                           | 1.500 m            | Anni Friesinger                  | Renate Groenewold        | Song Li              |
| 20. Bis 21. Nov. 1999                                                                                  | Heerenveen (Thialf)                           | 5.000 m            | Gunda Niemann-Stirnemann         | Claudia Pechstein        | Anni Friesinger      |
| 27. Bis 28. Nov. 1999                                                                                  | Berlin (Sportforum Hohenschönhausen)          | 500 m (27. Nov.)   | Eriko Sanmiya                    | Monique Garbrecht        | Catriona LeMay Doan  |
| 27. Bis 28. Nov. 1999                                                                                  | Berlin (Sportforum Hohenschönhausen)          | 1.000 m (27. Nov.) | Monique Garbrecht                | Eriko Sanmiya            | Sabine Völker        |
| 27. Bis 28. Nov. 1999                                                                                  | Berlin (Sportforum Hohenschönhausen)          | 500 m (28. Nov.)   | Monique Garbrecht                | Eriko Sanmiya            | Sabine Völker        |
| 27. Bis 28. Nov. 1999                                                                                  | Berlin (Sportforum Hohenschönhausen)          | 1.000 m (28. Nov.) | Eriko Sanmiya                    | Monique Garbrecht        | Edel Therese Høiseth |
| 4. Bis 5. Dez. 1999                                                                                    | Warschau (Tor Stegny)                         | 500 m (4. Dez.)    | Tomomi Okazaki                   | Eriko Sanmiya            | Monique Garbrecht    |
| 4. Bis 5. Dez. 1999                                                                                    | Warschau (Tor Stegny)                         | 1.000 m (4. Dez.)  | Sabine Völker                    | Eriko Sanmiya            | Edel Therese Høiseth |
| 4. Bis 5. Dez. 1999                                                                                    | Warschau (Tor Stegny)                         | 500 m (5. Dez.)    | Monique Garbrecht                | Eriko Sanmiya            | Catriona LeMay Doan  |
| 4. Bis 5. Dez. 1999                                                                                    | Warschau (Tor Stegny)                         | 1.000 m (5. Dez.)  | Marianne Timmer                  | Edel Therese Høiseth     | Monique Garbrecht    |
| 11. Bis 12. Dez. 1999                                                                                  | Innsbruck (Olympia Eisstadion Innsbruck)      | 500 m (11. Dez.)   | Monique Garbrecht Tomomi Okazaki |                          | Svetlana Schurowa    |
| 11. Bis 12. Dez. 1999                                                                                  | Innsbruck (Olympia Eisstadion Innsbruck)      | 1.000 m (11. Dez.) | Monique Garbrecht                | Emese Hunyady            | Sabine Völker        |
| 11. Bis 12. Dez. 1999                                                                                  | Innsbruck (Olympia Eisstadion Innsbruck)      | 500 m (12. Dez.)   | Monique Garbrecht                | Svetlana Schurowa        | Edel Therese Høiseth |
| 11. Bis 12. Dez. 1999                                                                                  | Innsbruck (Olympia Eisstadion Innsbruck)      | 1.000 m (12. Dez.) | Monique Garbrecht                | Becky Sundstrom          | Edel Therese Høiseth |
| Mehrkampfeuropameisterschaft in Hamar (Vikingskipet), 15. – 16. Januar 2000                            |                                               |                    |                                  |                          |                      |
| Einzelstreckenasienmeisterschaften in Ulaanbaatar (Central Stadium Ulaanbaatar), 15. – 16. Januar 2000 |                                               |                    |                                  |                          |                      |
| 22. Bis 23. Jan. 2000                                                                                  | Butte (US High Mountain Altitude Rink)        | 500 m (22. Jan.)   | Tomomi Okazaki                   | Monique Garbrecht        | Eriko Sanmiya        |
| 22. Bis 23. Jan. 2000                                                                                  | Butte (US High Mountain Altitude Rink)        | 1.000 m (22. Jan.) | Eriko Sanmiya                    | Catriona LeMay Doan      | Monique Garbrecht    |
| 22. Bis 23. Jan. 2000                                                                                  | Butte (US High Mountain Altitude Rink)        | 500 m (23. Jan.)   | Eriko Sanmiya                    | Catriona LeMay Doan      | Svetlana Schurowa    |
| 22. Bis 23. Jan. 2000                                                                                  | Butte (US High Mountain Altitude Rink)        | 1.000 m (23. Jan.) | Chris Witty                      | Edel Therese Høiseth     | Monique Garbrecht    |
| Sprintweltmeisterschaft in Seoul (Taereung Ice Rink), 26.–27. Januar 2000                              |                                               |                    |                                  |                          |                      |
| 29. Bis 30. Jan. 2000                                                                                  | Calgary (Olympic Oval)                        | 500 m (29. Jan.)   | Tomomi Okazaki                   | Catriona LeMay Doan      | Andrea Nuyt          |
| 29. Bis 30. Jan. 2000                                                                                  | Calgary (Olympic Oval)                        | 1.000 m (29. Jan.) | Edel Therese Høiseth             | Chris Witty              | Monique Garbrecht    |
| 29. Bis 30. Jan. 2000                                                                                  | Calgary (Olympic Oval)                        | 1.500 m (30. Jan.) | Claudia Pechstein                | Gunda Niemann-Stirnemann | Anni Friesinger      |
| 29. Bis 30. Jan. 2000                                                                                  | Calgary (Olympic Oval)                        | 3.000 m (30. Jan.) | Gunda Niemann-Stirnemann         | Claudia Pechstein        | Maki Tabata          |
| Mehrkampfweltmeisterschaft in Milwaukee (Pettit National Ice Center), 5.–6. Februar 2000               |                                               |                    |                                  |                          |                      |
| 12. Bis 13. Feb. 2000                                                                                  | Baselga di Pinè (Stadio del ghiaccio di Piné) | 1.500 m            | Gunda Niemann-Stirnemann         | Claudia Pechstein        | Anni Friesinger      |
| 12. Bis 13. Feb. 2000                                                                                  | Baselga di Pinè (Stadio del ghiaccio di Piné) | 3.000 m            | Gunda Niemann-Stirnemann         | Anni Friesinger          | Claudia Pechstein    |
| 19. Bis 20. Feb. 2000                                                                                  | Heerenveen (Thialf)                           | 1.500 m            | Claudia Pechstein                | Gunda Niemann-Stirnemann | Maki Tabata          |
| 19. Bis 20. Feb. 2000                                                                                  | Heerenveen (Thialf)                           | 3.000 m            | Claudia Pechstein                | Gunda Niemann-Stirnemann | Anni Friesinger      |
| Einzelstreckenweltmeisterschaften in Nagano (M-Wave), 3.–5. März 2000                                  |                                               |                    |                                  |                          |                      |

#### 500 Meter
(Endstand: Nach 9 Rennen)
| Rang | Name                 | Land        | Punkte |
| ---- | -------------------- | ----------- | ------ |
| 1    | Monique Garbrecht    | Deutschland | 736    |
| 2    | Tomomi Okazaki       | Japan       | 589    |
| 3    | Eriko Sanmiya        | Japan       | 575    |
| 4    | Catriona LeMay Doan  | Kanada      | 566    |
| 5    | Andrea Nuyt          | Niederlande | 490    |
| 6    | Svetlana Schurowa    | Russland    | 468    |
| 7    | Sabine Völker        | Deutschland | 422    |
| 8    | Sayuri Ōsuga         | Japan       | 329    |
| 9    | Edel Therese Høiseth | Norwegen    | 300    |
| 10   | Tomomi Shimizu       | Japan       | 266    |
|      |                      |             |        |
| 15   | Christina Zummack    | Deutschland | 126    |
| 16   | Marion Wohlrab       | Deutschland | 125    |
| 21   | Jenny Wolf           | Deutschland | 91     |

#### 1.000 Meter
(Endstand: Nach 9 Rennen)
| Rang | Name                 | Land               | Punkte |
| ---- | -------------------- | ------------------ | ------ |
| 1    | Monique Garbrecht    | Deutschland        | 725    |
| 2    | Edel Therese Høiseth | Norwegen           | 660    |
| 3    | Eriko Sanmiya        | Japan              | 466    |
| 4    | Sabine Völker        | Deutschland        | 432    |
| 5    | Andrea Nuyt          | Niederlande        | 416    |
| 6    | Emese Hunyady        | Österreich         | 412    |
| 7    | Catriona LeMay Doan  | Kanada             | 388    |
| 8    | Marianne Timmer      | Niederlande        | 276    |
| 9    | Chris Witty          | Vereinigte Staaten | 273    |
| 10   | Becky Sundstrom      | Vereinigte Staaten | 265    |
|      |                      |                    |        |
| 22   | Christina Zummack    | Deutschland        | 82     |
| 23   | Marion Wohlrab       | Deutschland        | 79     |
| 28   | Bettina Krück        | Deutschland        | 39     |

#### 1.500 Meter
(Endstand: Nach 5 Rennen)
| Rang | Name                     | Land               | Punkte |
| ---- | ------------------------ | ------------------ | ------ |
| 1    | Gunda Niemann-Stirnemann | Deutschland        | 412    |
| 2    | Claudia Pechstein        | Deutschland        | 378    |
| 3    | Anni Friesinger          | Deutschland        | 356    |
| 4    | Maki Tabata              | Japan              | 350    |
| 5    | Renate Groenewold        | Niederlande        | 242    |
| 6    | Emese Hunyady            | Österreich         | 200    |
| 7    | Warwara Baryschewa       | Russland           | 174    |
| 8    | Annamarie Thomas         | Niederlande        | 171    |
| 9    | Tonny de Jong            | Niederlande        | 134    |
| 10   | Jennifer Rodriguez       | Vereinigte Staaten | 127    |
|      |                          |                    |        |
| 23   | Daniela Anschütz         | Deutschland        | 55     |

#### 3.000/5.000 Meter
(Endstand: Nach 5 Rennen)
| Rang | Name                     | Land        | Punkte |
| ---- | ------------------------ | ----------- | ------ |
| 1    | Gunda Niemann-Stirnemann | Deutschland | 500    |
| 2    | Claudia Pechstein        | Deutschland | 430    |
| 3    | Anni Friesinger          | Deutschland | 350    |
| 4    | Maki Tabata              | Japan       | 290    |
| 5    | Renate Groenewold        | Niederlande | 270    |
| 6    | Barbara de Loor          | Niederlande | 212    |
| 7    | Eriko Seo                | Japan       | 184    |
| 8    | Daniela Anschütz         | Deutschland | 166    |
| 9    | Tonny de Jong            | Niederlande | 137    |
| 10   | Ljudmila Prokaschowa     | Kasachstan  | 129    |
|      |                          |             |        |
| 24   | Emese Hunyady            | Österreich  | 40     |
| 27   | Katrin Kalex             | Deutschland | 36     |

### Männer

#### Weltcup-Übersicht
| Datum                                                                                                  | Ort                                           | Disziplin          | Sieger                              | Zweiter                         | Dritter             |
| --- | --------------------------------------------- | ------------------ | ----------------------------------- | ------------------------------- | ------------------- |
| 13. Bis 14. Nov. 1999                                                                                  | Inzell (Ludwig-Schwabl-Stadion)               | 1.500 m            | Ådne Søndrål                        | Jan Bos                         | Ids Postma          |
| 13. Bis 14. Nov. 1999                                                                                  | Inzell (Ludwig-Schwabl-Stadion)               | 5.000 m            | Gianni Romme                        | Martin Hersman                  | Bob de Jong         |
| 20. Bis 21. Nov. 1999                                                                                  | Heerenveen (Thialf)                           | 1.500 m            | Ådne Søndrål                        | Rintje Ritsma                   | Jan Bos             |
| 20. Bis 21. Nov. 1999                                                                                  | Heerenveen (Thialf)                           | 10.000 m           | Gianni Romme                        | Bob de Jong                     | Frank Dittrich      |
| 27. Bis 28. Nov. 1999                                                                                  | Berlin (Sportforum Hohenschönhausen)          | 500 m (27. Nov.)   | Hiroyasu Shimizu                    | Jeremy Wotherspoon              | Junichi Inoue       |
| 27. Bis 28. Nov. 1999                                                                                  | Berlin (Sportforum Hohenschönhausen)          | 1.000 m (27. Nov.) | Jan Bos                             | Jakko Jan Leeuwangh             | Jeremy Wotherspoon  |
| 27. Bis 28. Nov. 1999                                                                                  | Berlin (Sportforum Hohenschönhausen)          | 500 m (28. Nov.)   | Jeremy Wotherspoon                  | Hiroyasu Shimizu                | Lee Kyu-hyeok       |
| 27. Bis 28. Nov. 1999                                                                                  | Berlin (Sportforum Hohenschönhausen)          | 1.000 m (28. Nov.) | Jakko Jan Leeuwangh                 | Jeremy Wotherspoon              | Choi Jae-bong       |
| 4. Bis 5. Dez. 1999                                                                                    | Warschau (Tor Stegny)                         | 500 m (4. Dez.)    | Hiroyasu Shimizu                    | Jeremy Wotherspoon              | Manabu Horii        |
| 4. Bis 5. Dez. 1999                                                                                    | Warschau (Tor Stegny)                         | 1.000 m (4. Dez.)  | Michael Künzel                      | Jakko Jan Leeuwangh             | Erben Wennemars     |
| 4. Bis 5. Dez. 1999                                                                                    | Warschau (Tor Stegny)                         | 500 m (5. Dez.)    | Hiroyasu Shimizu                    | Jeremy Wotherspoon              | Casey FitzRandolph  |
| 4. Bis 5. Dez. 1999                                                                                    | Warschau (Tor Stegny)                         | 1.000 m (5. Dez.)  | Jakko Jan Leeuwangh                 | Jan Bos                         | Jeremy Wotherspoon  |
| 11. Bis 12. Dez. 1999                                                                                  | Innsbruck (Olympia Eisstadion Innsbruck)      | 500 m (11. Dez.)   | Hiroyasu Shimizu                    | Jeremy Wotherspoon              | Mike Ireland        |
| 11. Bis 12. Dez. 1999                                                                                  | Innsbruck (Olympia Eisstadion Innsbruck)      | 1.000 m (11. Dez.) | Jeremy Wotherspoon                  | Choi Jae-bong                   | Jan Bos             |
| 11. Bis 12. Dez. 1999                                                                                  | Innsbruck (Olympia Eisstadion Innsbruck)      | 500 m (12. Dez.)   | Dmitri Dorofejew                    | Casey FitzRandolph              | Hiroyasu Shimizu    |
| 11. Bis 12. Dez. 1999                                                                                  | Innsbruck (Olympia Eisstadion Innsbruck)      | 1.000 m (12. Dez.) | Jan Bos                             | Michael Künzel                  | Jeremy Wotherspoon  |
| Mehrkampfeuropameisterschaft in Hamar (Vikingskipet), 15. – 16. Januar 2000                            |                                               |                    |                                     |                                 |                     |
| Einzelstreckenasienmeisterschaften in Ulaanbaatar (Central Stadium Ulaanbaatar), 15. – 16. Januar 2000 |                                               |                    |                                     |                                 |                     |
| 22. Bis 23. Jan. 2000                                                                                  | Butte (US High Mountain Altitude Rink)        | 500 m (22. Jan.)   | Hiroyasu Shimizu Jeremy Wotherspoon |                                 | Jan Bos             |
| 22. Bis 23. Jan. 2000                                                                                  | Butte (US High Mountain Altitude Rink)        | 1.000 m (22. Jan.) | Jeremy Wotherspoon                  | Mike Ireland                    | Jakko Jan Leeuwangh |
| 22. Bis 23. Jan. 2000                                                                                  | Butte (US High Mountain Altitude Rink)        | 500 m (23. Jan.)   | Hiroyasu Shimizu                    | Mike Ireland Jeremy Wotherspoon |                     |
| 22. Bis 23. Jan. 2000                                                                                  | Butte (US High Mountain Altitude Rink)        | 1.000 m (23. Jan.) | Jeremy Wotherspoon                  | Mike Ireland                    | Erben Wennemars     |
| Sprintweltmeisterschaft in Seoul (Taereung Ice Rink), 26. – 27. Januar 2000                            |                                               |                    |                                     |                                 |                     |
| 29. Bis 30. Jan. 2000                                                                                  | Calgary (Olympic Oval)                        | 500 m (29. Jan.)   | Jeremy Wotherspoon                  | Mike Ireland                    | Jan Bos             |
| 29. Bis 30. Jan. 2000                                                                                  | Calgary (Olympic Oval)                        | 1.000 m (29. Jan.) | Jeremy Wotherspoon                  | Jan Bos                         | Ådne Søndrål        |
| 29. Bis 30. Jan. 2000                                                                                  | Calgary (Olympic Oval)                        | 1.500 m (30. Jan.) | Jakko Jan Leeuwangh                 | Ådne Søndrål                    | Jan Bos             |
| 29. Bis 30. Jan. 2000                                                                                  | Calgary (Olympic Oval)                        | 5.000 m (30. Jan.) | Gianni Romme                        | Frank Dittrich                  | Bob de Jong         |
| Mehrkampfweltmeisterschaft in Milwaukee (Pettit National Ice Center), 5. – 6. Februar 2000             |                                               |                    |                                     |                                 |                     |
| 12. Bis 13. Feb. 2000                                                                                  | Baselga di Pinè (Stadio del ghiaccio di Piné) | 1.500 m            | Ids Postma                          | Hiroyuki Noake                  | KC Boutiette        |
| 12. Bis 13. Feb. 2000                                                                                  | Baselga di Pinè (Stadio del ghiaccio di Piné) | 5.000 m            | Bob de Jong                         | Frank Dittrich                  | Rintje Ritsma       |
| 19. Bis 20. Feb. 2000                                                                                  | Heerenveen (Thialf)                           | 1.500 m            | Petter Andersen                     | Rintje Ritsma                   | Ids Postma          |
| 19. Bis 20. Feb. 2000                                                                                  | Heerenveen (Thialf)                           | 5.000 m            | Gianni Romme                        | Bob de Jong                     | Frank Dittrich      |
| Einzelstreckenweltmeisterschaften in Nagano (M-Wave), 3. – 5. März 2000                                |                                               |                    |                                     |                                 |                     |

#### 500 Meter
(Endstand: Nach 9 Rennen)
| Rang | Name               | Land               | Punkte |
| ---- | ------------------ | ------------------ | ------ |
| 1    | Jeremy Wotherspoon | Kanada             | 765    |
| 2    | Hiroyasu Shimizu   | Japan              | 750    |
| 3    | Mike Ireland       | Kanada             | 478    |
| 4    | Casey FitzRandolph | Vereinigte Staaten | 468    |
| 5    | Jan Bos            | Niederlande        | 424    |
| 6    | Erben Wennemars    | Niederlande        | 387    |
| 7    | Junichi Inoue      | Japan              | 326    |
| 8    | Patrick Bouchard   | Kanada             | 312    |
| 9    | Michael Künzel     | Deutschland        | 271    |
| 10   | Manabu Horii       | Japan              | 244    |

#### 1.000 Meter
(Endstand: Nach 9 Rennen)
| Rang | Name                | Land               | Punkte |
| ---- | ------------------- | ------------------ | ------ |
| 1    | Jeremy Wotherspoon  | Kanada             | 755    |
| 2    | Jakko Jan Leeuwangh | Niederlande        | 623    |
| 3    | Jan Bos             | Niederlande        | 601    |
| 4    | Erben Wennemars     | Niederlande        | 417    |
| 5    | Hiroyasu Shimizu    | Japan              | 404    |
| 6    | Michael Künzel      | Deutschland        | 397    |
| 7    | Choi Jae-bong       | Südkorea           | 383    |
| 8    | Mike Ireland        | Kanada             | 366    |
| 9    | Jason Parker        | Kanada             | 273    |
| 10   | Casey FitzRandolph  | Vereinigte Staaten | 243    |
|      |                     |                    |        |
| 29   | Roland Brunner      | Österreich         | 57     |

#### 1.500 Meter
(Endstand: Nach 5 Rennen)
| Rang | Name             | Land        | Punkte |
| ---- | ---------------- | ----------- | ------ |
| 1    | Ådne Søndrål     | Norwegen    | 360    |
| 2    | Ids Postma       | Niederlande | 332    |
| 3    | Rintje Ritsma    | Niederlande | 280    |
| 4    | Petter Andersen  | Norwegen    | 252    |
| 5    | Hiroyuki Noake   | Japan       | 233    |
| 6    | Jan Bos          | Niederlande | 220    |
| 7    | Jason Parker     | Kanada      | 181    |
| 8    | Sergei Zybenko   | Kasachstan  | 174    |
| 9    | Kevin Marshall   | Kanada      | 173    |
| 10   | Roberto Sighel   | Italien     | 163    |
|      |                  |             |        |
| 13   | Christian Breuer | Deutschland | 138    |
| 30   | Uwe Tonat        | Deutschland | 24     |

#### 5.000/10.000 Meter
(Endstand: Nach 5 Rennen)
| Rang | Name                 | Land        | Punkte |
| ---- | -------------------- | ----------- | ------ |
| 1    | Gianni Romme         | Niederlande | 420    |
| 2    | Bob de Jong          | Niederlande | 420    |
| 3    | Frank Dittrich       | Deutschland | 352    |
| 4    | Rintje Ritsma        | Niederlande | 273    |
| 5    | Keiji Shirahata      | Japan       | 240    |
| 6    | Roberto Sighel       | Italien     | 200    |
| 7    | Alexander Baumgärtel | Deutschland | 191    |
| 8    | Lasse Sætre          | Norwegen    | 176    |
| 9    | Ids Postma           | Niederlande | 113    |
| 10   | Martin Hersman       | Niederlande | 106    |
|      |                      |             |        |
| 12   | René Taubenrauch     | Deutschland | 103    |
| 16   | Martin Feigenwinter  | Schweiz     | 87     |
| 19   | Knut Morgenstern     | Deutschland | 74     |
| 27   | Jens Boden           | Deutschland | 36     |
| 30   | Uwe Tonat            | Deutschland | 32     |

## Gesamt
- Platz: Gibt die Reihenfolge der Athleten wieder. Diese wird durch die Anzahl der Weltcupsiege bestimmt. Bei gleicher Anzahl werden die 2. Platzierungen verglichen, danach die 3. Platzierungen
- Name: Nennt den Namen des Athleten
- Land: Nennt das Land, für das der Athlet startete
- Siege: Nennt die Anzahl der Weltcupsiege
- 2. Plätze: Nennt die Anzahl der errungenen 2. Plätze
- 3. Plätze: Nennt die Anzahl der errungenen 3. Plätze
- Gesamt: Nennt die Anzahl aller gewonnenen Medaillen

### Top Ten
- Die Top Ten zeigt die zehn erfolgreichsten Sportler/-innen des Eisschnelllauf-Weltcups 1999/2000

| Platz | Name                     | Land        | Siege | 2. Plätze | 3. Plätze | Gesamt |
| ----- | ------------------------ | ----------- | ----- | --------- | --------- | ------ |
| 1.    | Jeremy Wotherspoon       | Kanada      | 7     | 6         | 3         | 16     |
| 2.    | Monique Garbrecht        | Deutschland | 7     | 3         | 5         | 15     |
| 3.    | Gunda Niemann-Stirnemann | Deutschland | 6     | 3         | 0         | 9      |
| 4.    | Hiroyasu Shimizu         | Japan       | 6     | 1         | 1         | 8      |
| 5.    | Eriko Sanmiya            | Japan       | 4     | 5         | 1         | 10     |
| 6.    | Gianni Romme             | Niederlande | 4     | 0         | 0         | 4      |
| 7.    | Tomomi Okazaki           | Japan       | 4     | 0         | 0         | 4      |
| 8.    | Claudia Pechstein        | Deutschland | 3     | 4         | 1         | 8      |
| 9.    | Jakko Jan Leeuwangh      | Niederlande | 3     | 2         | 1         | 6      |
| 10.   | Jan Bos                  | Niederlande | 2     | 3         | 5         | 10     |

### Frauen
| Platz | Name                     | Land                | Siege | 2. Plätze | 3. Plätze | Gesamt |
| ----- | ------------------------ | ------------------- | ----- | --------- | --------- | ------ |
| 1.    | Monique Garbrecht        | Deutschland         | 7     | 3         | 5         | 15     |
| 2.    | Gunda Niemann-Stirnemann | Deutschland         | 6     | 3         | 0         | 9      |
| 3.    | Eriko Sanmiya            | Japan               | 4     | 5         | 1         | 10     |
| 4.    | Tomomi Okazaki           | Japan               | 4     | 0         | 0         | 4      |
| 5.    | Claudia Pechstein        | Deutschland         | 3     | 4         | 1         | 8      |
| 6.    | Edel Therese Høiseth     | Norwegen            | 1     | 2         | 4         | 7      |
| 7.    | Anni Friesinger          | Deutschland         | 1     | 1         | 4         | 6      |
| 8.    | Chris Witty              | Vereinigte Staaten  | 1     | 1         | 0         | 2      |
| 9.    | Sabine Völker            | Deutschland         | 1     | 0         | 3         | 4      |
| 10.   | Marianne Timmer          | Niederlande         | 1     | 0         | 0         | 1      |
| 11.   | Catriona LeMay Doan      | Kanada              | 0     | 3         | 2         | 5      |
| 12.   | Maki Tabata              | Japan               | 0     | 1         | 2         | 3      |
| 12.   | Svetlana Schurowa        | Russland            | 0     | 1         | 2         | 3      |
| 12.   | Renate Groenewold        | Niederlande         | 0     | 1         | 2         | 3      |
| 15.   | Becky Sundstrom          | Vereinigte Staaten  | 0     | 1         | 0         | 1      |
| 15.   | Emese Hunyady            | Österreich          | 0     | 1         | 0         | 1      |
| 17.   | Andrea Nuyt              | Niederlande         | 0     | 0         | 1         | 1      |
| 17.   | Song Li                  | Volksrepublik China | 0     | 0         | 1         | 1      |

### Männer
| Platz | Name                | Land               | Siege | 2. Plätze | 3. Plätze | Gesamt |
| ----- | ------------------- | ------------------ | ----- | --------- | --------- | ------ |
| 1.    | Jeremy Wotherspoon  | Kanada             | 7     | 6         | 3         | 16     |
| 2.    | Hiroyasu Shimizu    | Japan              | 6     | 1         | 1         | 8      |
| 3.    | Gianni Romme        | Niederlande        | 4     | 0         | 0         | 4      |
| 4.    | Jakko Jan Leeuwangh | Niederlande        | 3     | 2         | 1         | 6      |
| 5.    | Jan Bos             | Niederlande        | 2     | 3         | 5         | 10     |
| 6.    | Ådne Søndrål        | Norwegen           | 2     | 1         | 1         | 4      |
| 7.    | Bob de Jong         | Niederlande        | 1     | 2         | 2         | 5      |
| 8.    | Michael Künzel      | Deutschland        | 1     | 1         | 0         | 2      |
| 9.    | Ids Postma          | Niederlande        | 1     | 0         | 2         | 3      |
| 10.   | Dmitri Dorofejew    | Russland           | 1     | 0         | 0         | 1      |
| 10.   | Petter Andersen     | Norwegen           | 1     | 0         | 0         | 1      |
| 12.   | Mike Ireland        | Kanada             | 0     | 4         | 1         | 5      |
| 13.   | Frank Dittrich      | Deutschland        | 0     | 2         | 2         | 4      |
| 14.   | Rintje Ritsma       | Niederlande        | 0     | 2         | 1         | 3      |
| 15.   | Casey FitzRandolph  | Vereinigte Staaten | 0     | 1         | 1         | 2      |
| 15.   | Choi Jae-bong       | Südkorea           | 0     | 1         | 1         | 2      |
| 17.   | Hiroyuki Noake      | Japan              | 0     | 1         | 0         | 1      |
| 17.   | Martin Hersman      | Niederlande        | 0     | 1         | 0         | 1      |
| 19.   | Erben Wennemars     | Niederlande        | 0     | 0         | 2         | 2      |
| 20.   | Junichi Inoue       | Japan              | 0     | 0         | 1         | 1      |
| 20.   | KC Boutiette        | Vereinigte Staaten | 0     | 0         | 1         | 1      |
| 20.   | Lee Kyu-hyeok       | Südkorea           | 0     | 0         | 1         | 1      |
| 20.   | Manabu Horii        | Japan              | 0     | 0         | 1         | 1      |

### Nationenwertung
- Die Nationenwertung zeigt die erfolgreichsten Nationen (Sportler/-innen) des Eisschnelllauf-Weltcups 1999/2000

| Platz | Land                | Siege | 2. Plätze | 3. Plätze | Gesamt |
| ----- | ------------------- | ----- | --------- | --------- | ------ |
| 1.    | Deutschland         | 19    | 14        | 15        | 48     |
| 2.    | Japan               | 14    | 8         | 6         | 28     |
| 3.    | Niederlande         | 12    | 11        | 16        | 39     |
| 4.    | Kanada              | 7     | 13        | 6         | 26     |
| 5.    | Norwegen            | 4     | 3         | 5         | 12     |
| 6.    | Vereinigte Staaten  | 1     | 3         | 2         | 6      |
| 7.    | Russland            | 1     | 1         | 2         | 4      |
| 8.    | Südkorea            | 0     | 1         | 2         | 3      |
| 9.    | Österreich          | 0     | 1         | 0         | 1      |
| 10.   | Volksrepublik China | 0     | 0         | 1         | 1      |